# Гоцано
Гоцано (итал. Gozzano) је насеље у Италији у округу Новара, региону Пијемонт.
Према процени из 2011. у насељу је живело 4596 становника. Насеље се налази на надморској висини од 347 м.

## Становништво
| 1936. | 1951. | 1961. | 1971. | 1981. | 1991. | 2001. | 2011. |
| ----- | ----- | ----- | ----- | ----- | ----- | ----- | ----- |
| 4.581 | 4.608 | 5.424 | 6.494 | 6.398 | 5.986 | 5.982 | 5.601 |